# Wojciech Kryski
Wojciech Kryski herbu Prawdzic – starosta przedecki w latach 1617–1637.
W 1632 roku był elektorem Władysława IV Wazy z województwa brzeskokujawskiego.